# 나이시노조
나이시노죠(일본어: 掌侍 ないしのじょう[*])는 율령제에 있는 여관의 한 직책이다. 원래는, 내시사의 반관이었으나, 후에 나이시노카미ㆍ나이시노스케와 함께 후궁 전체의 실무를 담당하게 되었다. 나이시노죠의 제일 높은 등급은 코토노나이시 (勾当内侍)이다.

## 개요
나이시노죠는 나이시노카미ㆍ나이시노스케를 따라 천황의 가까이서 근무하고, 명부, 뇨쥬 등을 지휘하여, 다이리 내부의 의례와 사무처리를 하였다. 헤이안 시대 중기 이후, 다이리 후궁이 내시사를 중심으로 재편되고, 다시 나이시노카미가 후비, 나이시노스케가 유모에 대한 대우로서의 의미도 갖게 되자, 나이시노죠의 중요성이 높아져, 다이리 여관을 통솔하게 된다. 또한, 천황의 행차를 따르거나, 여러 신사의 제례 사자로 세워지기도 하였다. 에도 시대에는 고쇼 청소, 천황 배선, 황후의 머리 스타일 및 고유덴 고요 등을 맡아 우림가ㆍ명가에서 뽑히는 경우가 많았다.

## 코토노나이시
코토노나이시 (勾当内侍)는 나이시노죠의 제일 윗전, 즉 제1공을 말한다. 코토(勾当)는 어떤 일을 전관사항으로 담당하는 것을 뜻하는 말로, 야타노카가미를 안치하는 나이시도코로의 코토를 맡았다 하여, 이 이름이 붙었다. 또, 고쇼의 "나가하시 (長橋)"에서 거처했기 때문에, "나가하시노츠보네 (長橋局)"라고도 불렸다. 호칭은 자신의 성씨나, 아버지나 오빠의 관직 명칭을 따서 부르는 경우가 많았다.
코토노나이시가 기록 상에서 최초로 등장하는 사례는 『쵸슈키』 조쇼 3년 3월 19일조로, 후지와라노 타이시/야스코의 황후 입후 의식에서 본래 있어야할 장소에  나이시노스케가 없고, 코토노나이시 미노라는 여성이 재치있게 의식을 무사히 마치고, 막대한 포상을 받았다는 기사가 그에 해당한다. 이 미노는 당시의 기록으로 보아, 타카시나업자의 일이었음을 알 수 있다. 또한, 나가하시에 코토노나이시노츠보네가 있었던 사례는 남북조 시대 이전에는 찾아볼 수 없으며, "나가하시노츠보네"가 등장하는 첫 사례는 『신준경기』 오에이 13년 1월 2일조이기 때문에, 오에이 9년 (1402년) 당시의 다이리였던 츠치미카도히가시노토인도노가 재건될 때, 나가하시가 전달된 것을 계기로 했을 가능성이 추측된다.
후궁에서의 경리ㆍ총무ㆍ인사ㆍ서무 등의 사무처리 전반을 총괄하고, 나아가 벼슬 등의 요망 중개나, 소송 등의 실청 전선 등 천황과 궁중 내외의 중개를 담당하였다. 나이시노카미가 후비화되어 다이리의 일을 행하지 않게 되자, 종래 나이시노카미의 권한으로 여겨졌던 내시선 발급 절차를 코토노나이시가 대신 수행하게 되었고, 내시선이 폐지되자, 대신 뇨보 봉서를 관장하게 되었다. 그래서, 옛날에는 나이시노카미에서 가장 연장자가 이 역할을 맡았으나, 무로마치 시대 이후에는 천황에 의한 임명으로 대체되었다. 이 권한은 에도 시대 말기까지 이어져, 사례비 등의 수입도 많아, "천냥 나가하시"라는 별명을 가진 사람도 있었다. 코토노나이시와 다른 나이시노죠의 차이는 컸으며, 나이시노죠는 종5위의 대우를 받는 반면, 코토노나이시는 정5위하의 대우를 받았다. 또, 지행도 다른 나이시노죠는 1백석인 반면, 코토노나이시는 2백석을 부여받았다. 에도 시대 여관 중 최고위 나이시노스케의 지행은 120석이었으므로, 코토노나이시의 지행은 그것 마저도 뛰어넘는 여관 중 최고의 지위였다. 또한, 천황이 바뀔 때, 나이시노죠는 새 천황이 새로 임명한 나이시노죠 (주로 동궁어소 시기의 여관)과 교대하여 다이리를 떠났고, 양위의 경우에는 새로운 인과 함께 센토고쇼로 옮겼으며, 승하한 경우에는 머리를 자르고 출가하는 반면, 코토노나이시만은 계속 새로운 천황을 섬기다가 은퇴 혹은 사망시 나이시노스케로 승진하는 경구가 더러 있었다.
『태평기』에 등장하는 이치죠 츠네타다의 딸로 닛타 요시사다의 아내로 전해는 코토노나이시는 특히 유명하여 다양한 전설을 남겼다.

## 나가하시노츠보네
현재도, 안세이 연간에 조영된 교토고쇼에는 코토노나이시가 살던 나가하시노츠보네 (長橋局)라는 어전이 현존하고 있다.

## 같이 보기
- 내시
- 준위
- 명부 (에도 시대에는 명부 제2공의 "오고뉴인(大御乳人)"이 코토노나이시의 보좌역을 맡았다)